# Bunga Citra Lestari

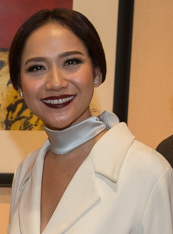
Bunga Citra Lestari

Bunga Citra Lestari (* 22. März 1983 in Jakarta), auch als BCL bekannt, ist eine indonesische Sängerin, Schauspielerin und ein Fernsehstar. 

## Karriere
Bunga Citra Lestari startete ihre Karriere als Modell, wodurch sie die Aufmerksamkeit der Fernsehindustrie auf sich zog und 2002 ihre erste Rolle in der Fernsehserie Tujuh Tanda Cinta bekam. Infolgedessen trat sie in weiteren Fernsehserien in Hauptrollen auf. Ihre Musikkarriere begann 2005, als sie als Gastsängerin bei der Rockgruppe Pas Band auftrat. Ihr erstes Studioalbum Cinta Pertama kam 2006 auf den Markt, im selben Jahr trat sie auch im gleichnamigen Kinofilm Cinta Pertama in Erscheinung, zu dessen Soundtrack sie den Gesang lieferte. Auch in ihrem zweiten Kinofilm Kangen wurden Teile des Soundtracks aus ihrem ersten Album genommen.
Einer ihrer größten cinematographischen Erfolge war der Film Habibi & Ainun aus dem Jahr 2012, der die endlose Liebe zwischen Habibie, dem ehemaligen Präsidenten Indonesiens, und seiner Frau Hasri Ainun Habibie erzählte. Den Film sahen 4.583.641 Zuschauer. Dank seiner Besetzung mit ihr und dem Schauspieler Reza Rahadian wurde es der meistgeschaute Kinofilm 2012 in Indonesien.
Im März 2017 vergoldete sie ihre Musikerkarriere mit ihrem spektakulären It's Me BCL-Solokonzert in Jakarta.

## Privatleben
Bunga Citra Lestari heiratete am 8. November 2008 den malaysischen Schauspieler Ashraf Sinclair und war mit ihm bis zu seinem Tod am 18. Februar 2020 verheiratet. Aus dieser Ehe ging im September 2010 Sohn Noah hervor.

## Filmographie
- 2006: Cinta Pertama
- 2007: Kangen
- 2008: Ada Kamu, Aku Ada
- 2008: Saus Kacang
- 2012: Habibie & Ainun
- 2016: 3 Srikandi
- 2016: My Stupid Boss
- 2016: Jilbab Traveller: Love Sparks in Korea
- 2017: Moon Cake Story
- 2017: Surat Kecil Untuk Tuhan
- 2017: Si Juki The Movie
- 2019: My Stupid Boss 2